# 's-Gravenmoerse Vaart
 's-Gravenmoerse Vaart is een lintvormige kern die gelegen is aan de Vaart. Dit dorp was gelegen in de voormalige gemeente 's Gravenmoer en behoorde tot een Hollandse, overwegend protestantse, enclave. Dit in tegenstelling tot het ten zuiden ervan gelegen Dongense Vaart, dat weliswaar aan dezelfde waterloop ligt, maar overwegend katholiek was.

## Bezienswaardigheden
- In 's-Gravenmoerse Vaart bevindt zich aan de Vaartweg 28 de gereformeerde kerk, die in 1888 gebouwd is. Het eenvoudige neogotische zaalkerkje heeft een dakruiter, gemetselde steunberen, natuurstenen sluitstenen en gietijzeren spitsboogvensters. Ook bezit het een orgel dat in 1963 is gebouwd door de firma Pels te Alkmaar. Bij de kerk bevindt zich een pastorie met mansardedak.
- Een tweetal 18e-eeuwse boerderijen bevindt zich aan de Vaartweg 2 respectievelijk Vaartweg 6. Het betreft een rietgedekte hoekgevelboerderij uit het begin van de 18e eeuw en een langgevelboerderij. Beide boerderijen zijn nog voorzien van de originele vensters met kleine ruitjes. Beide boerderijen zijn ook geklasseerd als rijksmonument.

## Nabijgelegen kernen
Dongense Vaart, 's Gravenmoer, Kaatsheuvel, Waspik-Zuid, Waspik.
Dongen · Dongense Vaart · 's Gravenmoer · 's-Gravenmoerse Vaart · Klein-Dongen · Laagstraat

Noord-Brabant: Steden en dorpen      Nederland: Provincies · Gemeenten